# Ventana Cave
Ventana Cave ist eine archäologische Fundstätte, die in Arizona in der Tohono O’odham Nation Reservation liegt. Am 20. Januar 1964 wurde sie zum National Historic Landmark erklärt. Am 15. Oktober 1966 folgte die Aufnahme als Stätte in das National Register of Historic Places.
Die Höhle wurde 1941/42 von Emil Haury und Julian Hayden ausgegraben. Die Fundstücke lagen unter einer Schicht vulkanischer Ablagerungen. Dabei handelt es sich um ein Pferd aus dem Pleistozän, eine ausgestorbene Gabelbock-Art, je eine Art der Tapire und der Faultiere und einige weitere. 
Es wurden Vergleiche angestellt mit der Folsom-Kultur und der Clovis-Kultur, aber aufgrund verbleibender Besonderheiten wurde die neue Bezeichnung Ventana Complex gewählt. Die Radiokarbonmethode wies auf eine Zeit ca. 11.300 v. Chr. hin. 
Eine Stratigraphie wurde zwischen 1992 und 1994 von Bruce Huckell und Vance Haynes durchgeführt und ergab, dass das vulkanische Material zwischen 10.500 und 8.800 v. Chr. abgelagert wurde. Diese Forscher verwarfen die von den vorherigen Forschern aufgestellte Hypothese, wonach die Tiere durch Steinwerkzeuge getötet worden sein sollten, und führten den Fehler in der verworfenen Hypothese darauf zurück, dass es nach der Ablagerung des vulkanischen Materials zu vertikaler Störung gekommen ist.